# レイリー分布
レイリー分布（レイリーぶんぷ、英: Rayleigh distribution）は、連続型の確率分布である。イギリスの物理学者レイリー卿に因んで名付けられた。

## 定義と性質
確率変数を実数 x (x ≥ 0) とするときのレイリー分布の確率密度関数は以下の式で定義される。
{\displaystyle {\frac {x}{\sigma ^{2}}}\exp \left(-{\frac {x^{2}}{2\sigma ^{2}}}\right)}
期待値は {\displaystyle \sigma {\sqrt {\frac {\pi }{2}}}}、分散は {\displaystyle \left(2-{\frac {\pi }{2}}\right)\sigma ^{2}} である。
確率変数の観測値が Xi として得られたとき、パラメータ σ の最尤推定値は
{\displaystyle {\hat {\sigma }}={\sqrt {{\frac {1}{2n}}\sum _{i=1}^{n}X_{i}^{2}}}}
である。